# Storia del Futbol'nyj Klub Šachtar Donec'k
Questa pagina tratta la storia del Futbol'nyj Klub Šachtar Donec'k.

## Fondazione e periodo dello Stachanovec'
Il calcio nella regione di Donec'k si sviluppò ai tempi dell'Impero russo, dove l'industrializzazione era appena cominciata. Tanti stranieri, in particolare i lavoratori inglesi, formavano le proprie squadre di calcio. Nel settembre del 1911 fu costituita l'associazione sportiva Juzovka, che conteneva anche una squadra di calcio. Il club fu attivo fino al 1919. All'inizio degli anni venti il club fu riorganizzato con il nome di Club di Lenin. Uno dei giocatori più promettenti di quei periodo era Viktor Šylovs'kyj, che diventò anche famoso, giocando nella Dinamo Kiev.

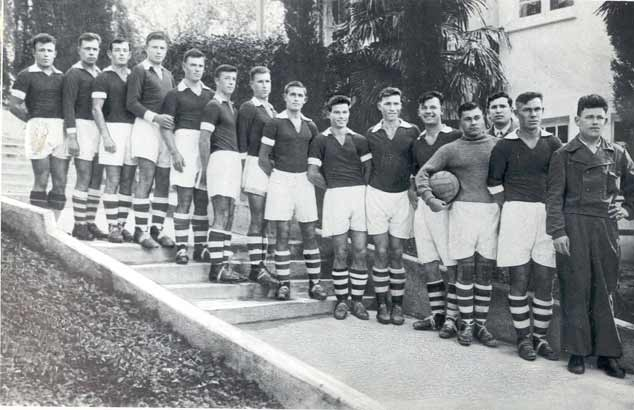
Lo Šachtar, allora Stachanovec', nel 1937

Il club è soprannominato la "squadra dei minatori", dal nome šachtar, che significa, appunto, "minatori". Il club fu originariamente fondato nel maggio del 1936 e fu inizialmente chiamato Stachanovec in memoria di Aleksej Grigor'evič Stachanov, il leggendario minatore del Donbass, la cui estrema dedizione al lavoro divenne proverbiale. La prima squadra era formata da due squadre locali partecipanti tutti e due alle Spartachiadi: Dynamo Horlivka e Stalino. La prima partita non ufficiale fu contro il Dynamo Odessa il 12 maggio 1936 e venne persa per 2-3. Il primo incontro ufficiale, contro il Dynamo Kazan, fu di nuovo una sconfitta, questa volta per 1-4. Il club fu uno dei più importanti del paese alla fine degli anni trenta. L'ultimo match disputato sotto il nome di Stachanovec fu contro il Tratkor Stalingrado, partita persa per 3-2. La partita si tenne il 24 giugno, due giorni prima lo scoppio della cosiddetta grande guerra patriottica.

## Dagli anni '60 alla dissoluzione dell'URSS
Dagli anni sessanta lo Šachtar dell'allenatore Oleg Ošenkov fu tre volte finalista della Coppa dell'URSS, vincendola in due circostanze, nel 1961 e nel 1962. Il club fu soprannominato "la squadra della coppa" per i successi mietuti ogni anno nel cammino verso la finale, anche se i maggiori traguardi la squadra li avrebbe tagliati tra la metà degli anni settanta e i primi anni ottanta.
Nel 1975 lo Šachtar giunse secondo nel campionato sovietico, ottenendo così il diritto a rappresentare l'Unione Sovietica nelle coppe europee. Nel 1978 si classificò terzo nel campionato sovietico e un anno più tardi si issò nuovamente alla seconda piazza della graduatoria. Il capitano e attaccante Vitalij Staruchin fu eletto miglior giocatore del campionato sovietico e si laureò capocannoniere del campionato sovietico con 26 gol segnati.
Lo Šachtar portò per due volte la Coppa dell'URSS in riva al Donec, nel 1980 e nel 1983, anno in cui vinse anche la Supercoppa dell'URSS battendo i campioni in carica del Dnipro Dnipropetrovs'k.

## Nel campionato ucraino: l'era Achmetov

### Anni 1990 e inizio della gestione Lucescu

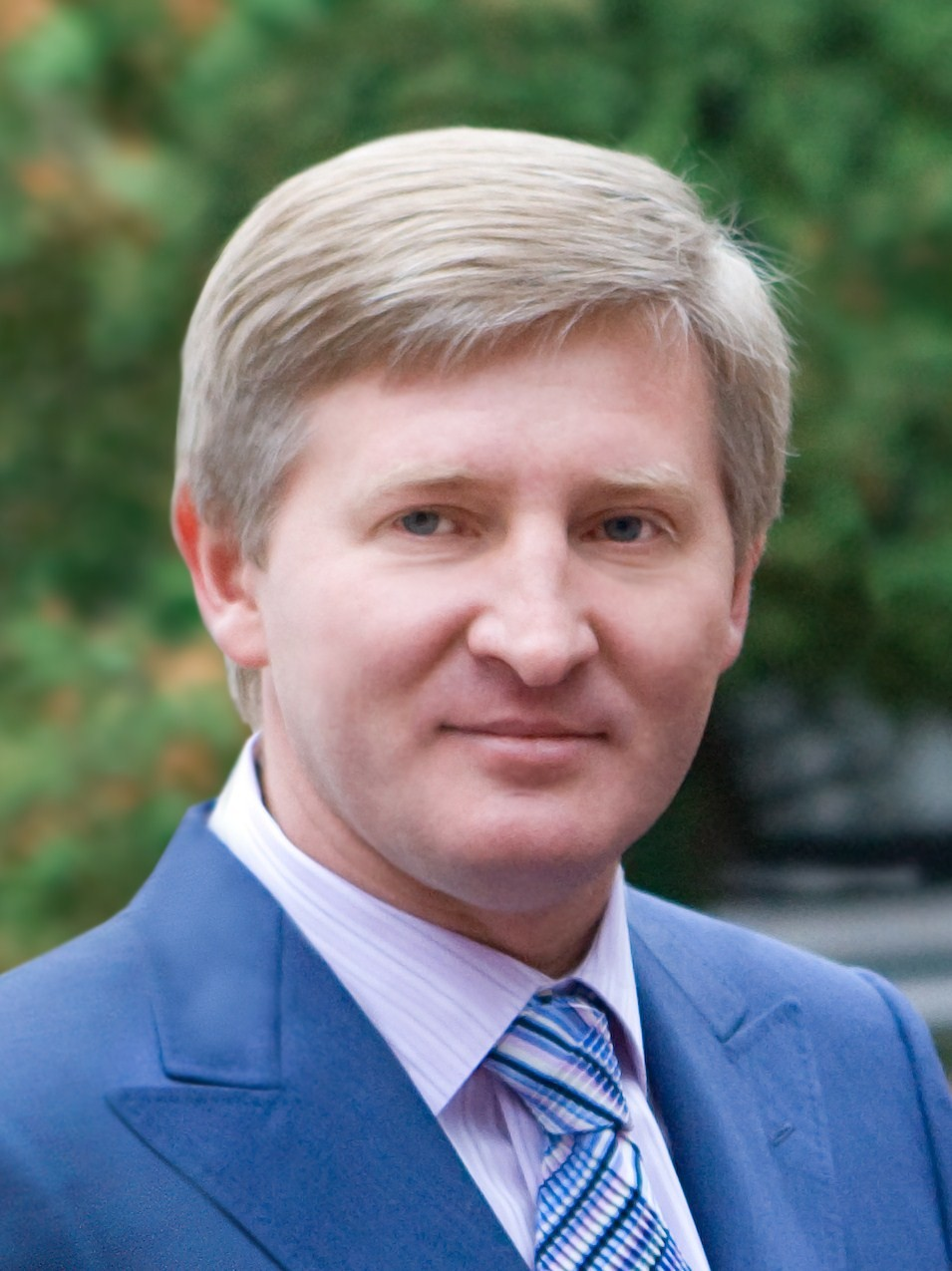
Rinat Achmetov

A partire dagli anni novanta, con la nascita del campionato ucraino, lo Šachtar insidiò la leadership della Dinamo Kiev in ambito nazionale.
Nel 1992 e nel 1993 lo Šachtar allenato da Valerij Jaremčenko ottenne il quarto posto e nel campionato 1993-1994 divenne vice-campione d'Ucraina. Nel 1994-1995 si aggiudicò per la prima volta la Coppa d'Ucraina battendo in finale il Dnipro per 7-6 ai tiri di rigore (1-1 dopo i tempi supplementari). Nel 1995-1996 concluse, invece, al decimo posto un'annata caratterizzata da instabilità societaria e dall'assassinio del presidente Achat Bragin, controverso uomo d'affari molto noto nel Donbass, ucciso domenica 15 ottobre 1995 nell'esplosione di una bomba allo stadio di Donec'k, dopo essere sfuggito a due attentati nel marzo e nel maggio del 1994.
Un anno dopo, l'11 ottobre 1996, il magnate Rinat Achmetov rilevò la squadra diventandone il presidente. Nel volgere di pochi anni egli realizzò corposi investimenti volti a migliorare le infrastrutture sportive (nel 1999 fu aperta la scuola calcio FC Šachtar, che conta tremila bambini, e fu inaugurato il centro di allenamento Kirša, tra i più all'avanguardia nell'ambito dei complessi sportivi europei e sede degli allenamenti della prima squadra) e ad allestire una squadra competitiva anche nel palcoscenico continentale. Dall'avvento di Achmetov hanno vestito la maglia dello Šachtar giocatori di valore internazionale, affermatisi anche in altri club europei.
Da quel momento lo Šachtar inanellò una serie di cinque piazzamenti al secondo posto in campionato, dal 1996-1997 al 2000-2001, sempre alle spalle della Dinamo Kiev. Nei primi anni 2000 il club iniziò ad arricchirsi di calciatori stranieri e nel 2000-2001 riuscì a qualificarsi alla fase a gironi di UEFA Champions League, beneficiando dell'allargamento del torneo. Nel girone con Arsenal, Lazio e Sparta Praga ottenne il terzo posto con 2 vittorie e 4 sconfitte, andando a punti in casa contro i cechi (2-1) e contro gli inglesi all'ultima giornata (3-0).
Nella stagione 2001-2002, sotto la guida tecnica di Nevio Scala, primo straniero a guidare lo Šachtar, i minatori si aggiudicarono per la prima volta il campionato ucraino, chiudendo con un punto di vantaggio sulla Dinamo Kiev, mentre in UEFA Champions League la squadra ucraina eliminò il Lugano al secondo turno, ma fu eliminata al terzo turno preliminare dal Borussia Dortmund, da cui fu sconfitta nettamente. Scala lasciò la squadra dopo soli nove mesi in carica e fu sostituito dal rientrante Jaremčenko. Nella stagione seguente lo Šachtar fu estromesso al terzo turno preliminare di Champions dal Club Bruges ai tiri di rigore e al primo turno di Coppa UEFA (dove era "retrocesso") dall'Austria Vienna, mentre in campionato si piazzò secondo a tre punti dalla Dinamo. Di simile tenore fu l'annata 2003-2004, chiusa, sotto la guida di Bernd Schuster, con la seconda piazza in Vyšča Liha, a tre punti dalla Dinamo campione.
Nel maggio 2004 si aprì la lunga gestione del romeno Mircea Lucescu. Nel 2004-2005 la squadra rivinse il campionato, stavolta con ben sette punti di vantaggio sulla Dinamo Kiev, mantenendo la vetta della graduatoria per tutta la stagione. Più combattuto fu, invece, il campionato 2005-2006, che vide comunque trionfare i minatori sulla Dinamo: dopo aver concluso il torneo a pari punti, le due squadre si affrontarono in una partita secca di spareggio, conclusasi con la vittoria per 2-1 dello Šachtar dopo i tempi supplementari. Al secondo posto del 2006-2007 fece seguito un nuovo trionfo nel 2007-2008, con tre punti di vantaggio sulla Dinamo Kiev.

### La conquista della Coppa UEFA e il dominio nazionale

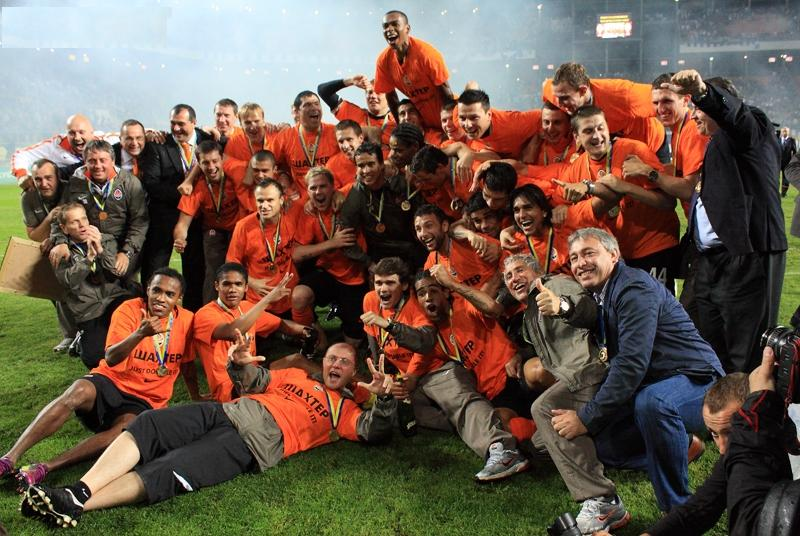
I giocatori festeggiano la vittoria della coppa nazionale nel 2011

La stagione 2008-2009 fu una delle più memorabili nella storia del club. La squadra, eliminata dalla UEFA Champions League nella fase a gironi a causa del terzo posto nel raggruppamento con Barcellona, Sporting Lisbona e Basilea, vinse infatti il primo trofeo internazionale della propria storia, la Coppa UEFA, sconfiggendo in finale il Werder Brema per 2-1 dopo i tempi supplementari allo stadio Şükrü Saraçoğlu di Istanbul (gol decisivo di Jadson al 97º minuto) e diventando, così, l'unica compagine ucraina a vincere il trofeo, giunto alla sua ultima edizione. Lo Šachtar partì dai sedicesimi di finale, dove eliminò il Tottenham, poi ebbe la meglio sul CSKA Mosca agli ottavi e in semifinale eliminò i connazionali della Dinamo Kiev, che però prevalse in ambito nazionale vincendo il campionato ucraino con 15 punti di distacco dallo Šachtar secondo. Nella finale di Coppa d'Ucraina la squadra dei minatori fu sconfitta per 1-0 dal Vorskla alla Dnipro Arena.
La stagione 2009-2010 si aprì con la clamorosa eliminazione al terzo turno preliminare di UEFA Champions League per opera del Timişoara per la regola dei gol fuori casa (2-2 in Ucraina e 0-0 in Romania), ma il club poté proseguire il proprio cammino europeo nella fase a gironi della Europa League 2009-2010, dove fu testa di serie essendo detentore del trofeo. Pochi giorni più tardi, il 28 agosto 2009, allo stadio Louis II di Montecarlo, lo Šachtar uscì sconfitto per 1-0 dopo i tempi supplementari dalla sfida contro il quotato Barcellona, valevole per la Supercoppa europea. Il 29 agosto 2009 aprì i battenti la Donbass Arena, uno degli stadi più avanzati d'Europa. Fu il primo stadio dell'Europa orientale progettato e costruito in conformità con gli standard della categoria "cinque stelle". Secondo UEFA e FIFA l'edificio rientra nella categoria élite. In Europa League la squadra vinse il proprio girone, ma fu poi eliminata ai sedicesimi di finale dal Fulham. Si rifece aggiudicandosi il campionato ucraino con sei punti di vantaggio sulla Dinamo Kiev, grazie alla vittoria contro i diretti rivali ottenuta il 5 maggio 2010.

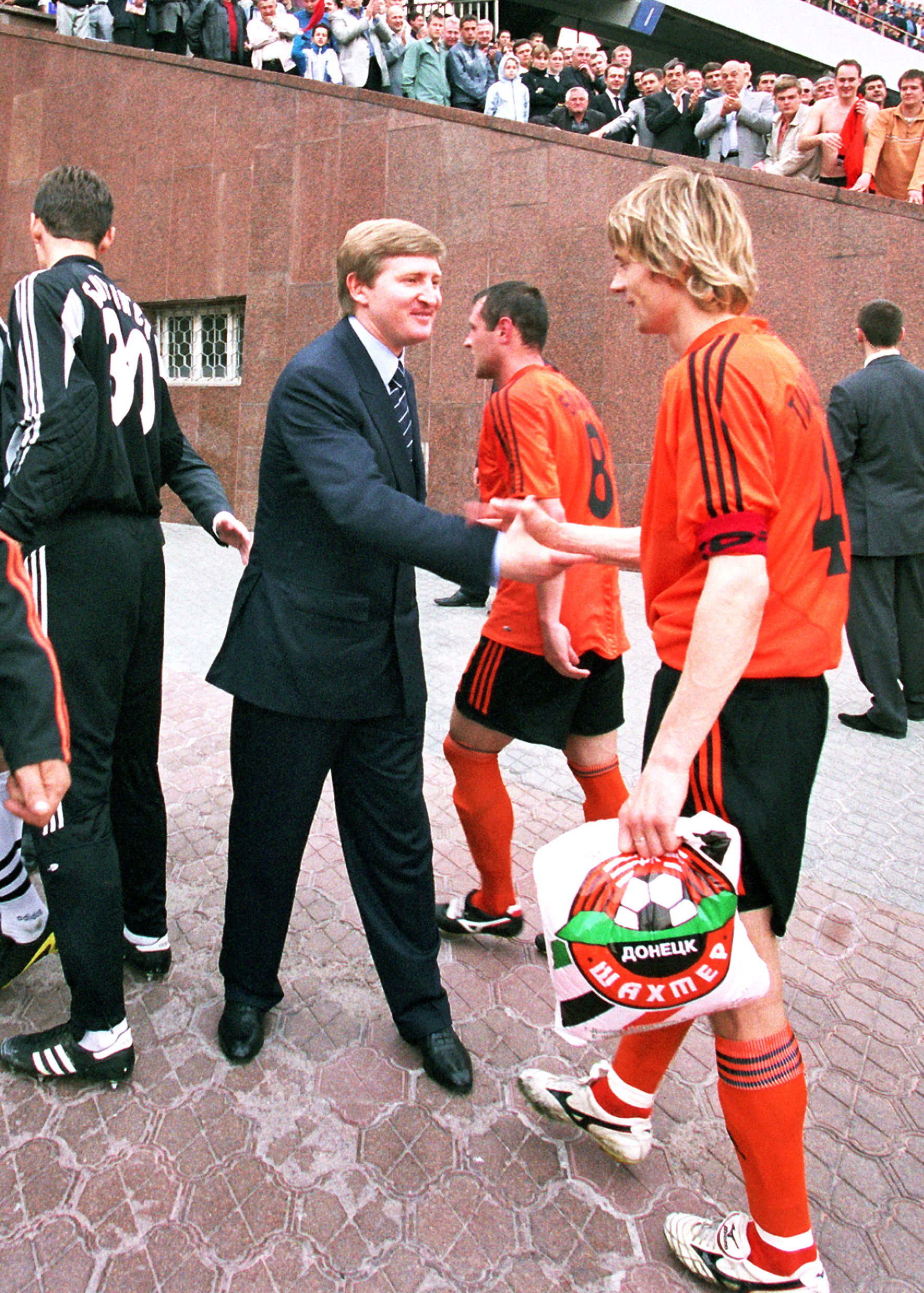
Il presidente Rinat Achmetov stringe la mano ad Anatolij Tymoščuk, punto fermo della formazione dello Šachtar per dieci anni.

Vinta la Supercoppa d'Ucraina alla Slavutyč-Arena di Zaporižžja battendo il Tavrija con il punteggio di 7-1, nella stagione seguente lo Šachtar di Lucescu si fece strada nella UEFA Champions League, dove vinse il girone con Arsenal, Braga e Partizan con 5 vittorie e una sconfitta in 6 partite, per poi ottenere una storica qualificazione ai quarti, cosa mai accaduta nella storia del club, battendo in casa la Roma con un secco 3-0 nel ritorno degli ottavi di finale, dopo aver vinto anche nella gara di andata all'Olimpico con il risultato di 2-3. Il cammino degli ucraini si arrestò poi contro il Barcellona, vittorioso per 5-1 al Camp Nou e per 0-1 a Donec'k. In ambito nazionale ottenne il double campionato-coppa nazionale, subendo solo 4 sconfitte in 30 giornate di campionato, vinto con 7 punti di vantaggio sulla Dinamo Kiev, e battendo nella finale di coppa i rivali della capitale per 2-0 a Sumy.
La stagione 2011-2012 si aprì con la sconfitta nella partita di Supercoppa d'Ucraina contro la Dinamo Kiev (1-3 a Poltava), ma fu ugualmente fruttuosa, essendosi conclusa con l'accoppiata di vittorie di campionato e coppa nazionale. In campionato i punti di vantaggio sulla Dinamo Kiev seconda furono quattro, mentre in finale di coppa fu sconfitto il Metalurh Donec'k per 1-2 dopo i tempi supplementari. In ambito internazionale il percorso fu un fallimento: nel girone di UEFA Europa League gli ucraini rimediarono solo due pareggi, tre sconfitte e una sola vittoria, per altro all'ultima giornata del girone contro la capolista APOEL, non riuscendo a evitare l'ultimo posto.
La stagione 2012-2013 cominciò con la vittoria della Supercoppa d'Ucraina contro il Metalurh Donec'k, sconfitto per 2-0 allo stadio Avanhard di Luhans'k, e proseguì con altri successi in patria, fino ad aggiudicarsi l'ennesimo double campionato-coppa nazionale (vinta per 3-0 a Charkiv contro il Čornomorec'); per lo Šachtar fu il quarto titolo nazionale consecutivo. In UEFA Champions League la squadra dei minatori superò la fase a gironi con 3 vittorie, un pareggio e 2 sconfitte, grazie al secondo posto nel girone vinto dalla Juventus, sopravanzando in classifica il Chelsea campione d'Europa in carica e il Nordsjælland. A parità di punti e di risultati negli scontri diretti, gli inglesi furono penalizzati dal minor numero di gol segnati in trasferta negli scontri diretti con lo Šachtar, che si qualificò con una giornata di anticipo. Agli ottavi di finale la squadra ucraina uscì contro il Borussia Dortmund (pareggio per 2-2 in casa e sconfitta per 3-0 a Dortmund).

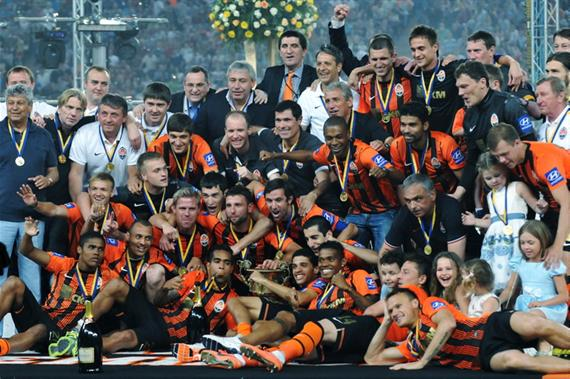
Giocatori dello Šachtar in festa per la vittoria del campionato ucraino 2012-2013

Il 6 giugno 2013 lo Šachtar concluse quella che all'epoca era la cessione più esosa della storia del calcio ucraino, vendendo il centrocampista brasiliano Fernandinho al Manchester City per 40 milioni di euro. La stagione 2013-2014 iniziò con la vittoria della Supercoppa d'Ucraina contro il Čornomorec', sconfitto per 1-3 a Odessa, e si chiuse con la vittoria del campionato e la sconfitta in finale di Coppa d'Ucraina contro la Dinamo Kiev (1-2 a Poltava). In ambito europeo, dopo il terzo posto nel girone di UEFA Champions League con Manchester Utd, Bayer Leverkusen e Real Sociedad (2 vittorie, 2 pareggi e 2 sconfitte), la squadra arancio-nera fu eliminata ai sedicesimi di finale di UEFA Europa League dal Viktoria Plzeň (pareggio per 1-1 in Repubblica Ceca e sconfitta per 1-2 in casa).
La vittoria della sesta Supercoppa d'Ucraina (2-0 alla Dinamo Kiev a Leopoli) fece da preludio alla stagione 2014-2015, un'annata tribolata dal punto di vista societario a causa dello scoppio dei conflitti armati che da maggio 2014 interessarono l'Ucraina e l'autoproclamata Repubblica Popolare di Donec'k. Dall'estate 2014 la squadra ha giocato i propri match casalinghi a Leopoli e dalle stagioni successive a Charkiv, per via delle ribellioni autonomiste filorusse scoppiate nell'est dell'Ucraina, conflitti che hanno provocato danneggiamenti anche alla Donbas Arena nell'agosto 2014. Nell'estate del 2014 Bernard chiese di essere ceduto, ma un infortunio occorso con la nazionale brasiliana lo tenne in stand by. Nel mese di luglio i calciatori Alex Teixeira, Fred, Dentinho, Douglas Costa, Facundo Ferreyra e Ismaily disertarono il ritiro, comunicando di voler essere ceduti il prima possibile. Una settimana dopo tornarono per unirsi al gruppo, tranne l'argentino, che fu ceduto in prestito al Newcastle United.
La stagione 2014-2015 fu quindi caratterizzata dall'impossibilità di utilizzare la Donbas Arena. In UEFA Champions League, dopo il secondo posto nel girone vinto dal Porto davanti ad ucraini, Athletic Bilbao e BATĖ Borisov (il bilancio dello Šachtar fu di 2 vittorie, 3 pareggi e una sconfitta), l'eliminazione giuse agli ottavi di finale contro il Bayern Monaco, vittorioso per 7-0 all'Allianz Arena dopo lo 0-0 dell'andata in Ucraina. In campionato la squadra si piazzò seconda, a undici punti dalla vetta occupata dalla Dinamo Kiev, che batté lo Šachtar anche nella finale della Coppa d'Ucraina, per 5-4 ai tiri di rigore. La partita, giocata a Kiev, ebbe un epilogo singolare, dato che lo Šachtar era in vantaggio per 3-1 dopo i primi sei rigori (tre per parte), ma fallì ambedue i tiri successivi, mentre la Dinamo li realizzò, per poi vincere la coppa nella serie ad oltranza.
La stagione 2015-2016 vide lo Šachtar partire bene, con la vittoria della Supercoppa d'Ucraina allo stadio Čornomorec' di Odessa, grazie al successo per 2-0 contro la Dinamo Kiev, maturato con due gol nei minuti di recupero del secondo tempo. In campionato la squadra giunse seconda, a sette punti dalla capolista Dinamo Kiev, ma riuscì a vincere la Coppa d'Ucraina battendo per 2-0 lo Zorja a Leopoli. Sorteggiata in un difficile girone di UEFA Champions League con Real Madrid, Paris Saint-Germain e Malmö FF, la compagine di Donec'k si piazzò terza, con una vittoria e 5 sconfitte in 6 partite, a pari punti con gli svedesi, ma in vantaggio negli scontri diretti. Il cammino europeo proseguì dunque in UEFA Europa League, dove lo Šachtar eliminò lo Schalke 04 ai sedicesimi di finale, l'Anderlecht agli ottavi e il Braga ai quarti, approdando alla semifinale contro il Siviglia. Dopo il pareggio per 2-2 a Leopoli, fu il Siviglia, futuro vincitore del trofeo, a vincere per 3-1 al stadio Ramón Sánchez-Pizjuán. La vittoria del mese successivo nella finale di coppa nazionale coincise con l'ultima partita come allenatore dello Šachtar per l'allenatore Mircea Lucescu, che lasciò la panchina della squadra di Donec'k dopo aver vinto 22 trofei in 12 anni, giocando sempre la fase a gironi di UEFA Champions League ad eccezione dell'annata 2005-2006.

### I tecnici portoghesi (2016-2021)
Per la successione del tecnico rumeno la dirigenza si affidò, il 1º giugno 2016, a Paulo Fonseca, emergente tecnico lusitano, eliminato dallo Šachtar ai quarti di finale di Europa League appena qualche mese prima.
Il 16 luglio 2016, nella prima partita ufficiale sotto la guida del tecnico portoghese, lo Šachtar perse contro la Dinamo Kiev ai tiri di rigore la Supercoppa d'Ucraina. Perse ai rigori anche al terzo turno preliminare di Champions League contro gli svizzeri dello Young Boys, mancando l'accesso alla fase a gironi della competizione per la prima volta dopo sette anni. Retrocesso in Europa League, vinse 9 partite di fila. Ottenne dapprima il primo posto nel girone, diventando l'unica squadra capace di ottenere 18 punti (punteggio pieno) in 6 partite, poi vinse in casa del Celta Vigo (0-1), portando a 9 le vittorie consecutive, nuovo record di squadra per l'Europa League. Avendo perso per 0-2 la gara di ritorno in casa, fu tuttavia eliminato dagli spagnoli dopo i tempi supplementari. Il 6 maggio 2017 lo Šachtar vinse il suo decimo campionato ucraino con un turno di anticipo, battendo il Metalist per 3-2. Al titolo aggiunse anche la Coppa d'Ucraina, vinta battendo in finale per 1-0 la Dinamo Kiev a Charkiv.
La stagione 2017-2018 si aprì con la vittoria della Supercoppa d'Ucraina grazie alla vittoria per 2-0 contro la Dinamo Kiev. In Champions League gli ucraini iniziarono con una vittoria interna contro il Napoli (2-1) e ottennero la qualificazione all'ultima giornata, battendo per 2-1 in casa il Manchester City, che non perdeva da 29 partite di fila. Con 12 punti e il secondo posto lo Šachtar si qualificò dunque agli ottavi di finale, dove, a causa di una sconfitta per 1-0 all'Olimpico di Roma, fu eliminato dalla Roma per la regola dei gol fuori casa, malgrado la vittoria per 2-1 ottenuta in casa all'andata. In patria arrivò l'undicesimo titolo nazionale, accompagnato dalla vittoria della Coppa d'Ucraina (2-0 alla Dinamo Kiev alla Dnipro Arena nella finale).
La stagione seguente iniziò con la sconfitta (0-1) nella gara di Supercoppa d'Ucraina contro la Dinamo Kiev. Qualificatosi per la fase a gironi di UEFA Champions League grazie al successo in campionato, lo Šachtar fu inserito nel gruppo F con Manchester City, Hoffenheim e Olympique Lione. Concluso il girone al terzo posto con 6 punti, frutto di una sola vittoria (3-2 in casa dei tedeschi) e di 3 pareggi, retrocesse in UEFA Europa League, dove fu eliminato ai sedicesimi di finale dall'Eintracht Francoforte. L'annata si chiuse con un nuovo double, dato dalla vittoria del titolo e della coppa nazionale (4-0 in finale alla Slavutyč-Arena contro la sorpresa Inhulec').
Per sostituire il partente Fonseca, nel giugno 2019 come allenatore fu ingaggiato il connazionale Luís Castro. Sconfitto dalla Dinamo Kiev nella gara di Supercoppa d'Ucraina, nel 2019-2020 lo Šachtar rivinse il titolo nazionale, mentre in ambito continentale, dopo l'eliminazione ai gironi di Champions, in Europa League raggiunse nuovamente la semifinale dopo quattro anni. Nel 2020-2021 la squadra fu nuovamente sconfitta in Supercoppa d'Ucraina e chiuse il campionato al secondo posto e in Europa League gli ottavi, dopo l'eliminazione ai gironi di Champions.

### Da De Zerbi a Jovićević
Il successore di Castro fu Roberto De Zerbi, che nel 2021-2022 esordì vincendo la Supercoppa d'Ucraina e portò i suoi al primo posto della classifica del campionato prima dell'interruzione dovuta all'invasione russa dell'Ucraina, ma in UEFA Champions League fece registrare la peggiore prestazione di sempre dello Šachtar, senza vincere neanche una partita della fase a gironi, chiusa all'ultimo posto. All'italiano subentrò il croato Igor Jovićević, che vinse il campionato nel 2022-2023. Nel 2023-2024 lo Šachtar di Marino Pušić vinse campionato e coppa nazionale.